# Заозерье (Дзержинское сельское поселение)
Заозерье — деревня в Дзержинском сельском поселении Лужского района Ленинградской области.

## История
Впервые упоминается в писцовых книгах Шелонской пятины 1501 года, как деревня Заозерие близ озера Заозерского и реки Луги, в Петровском погосте Новгородского уезда.
Деревня Заозерье упоминается на карте Санкт-Петербургской губернии Ф. Ф. Шуберта 1834 года.

ЗАОЗЕРЬЕ — село принадлежит: коллежскому советнику Зиновьеву, число жителей по ревизии: 15 м. п., 17 ж. п.

наследникам военного советника Акинина, число жителей по ревизии: 24 м. п., 27 ж. п.

коллежской асессорше Лаврентьевой, число жителей по ревизии: 5 м. п., 4 ж. п.

поручице Настасье Спицыной, число жителей по ревизии: 15 м. п., 12 ж. п.

мичману Зеленину, число жителей по ревизии: 4 м. п., 5 ж. п.

В оном: а) церковь деревянная упразднённая без клироса б) питейный дом в) харчевня (1838 год)

Село Заозерье, состоящее из 26 крестьянских дворов отмечено на карте профессора С. С. Куторги 1852 года.

ЗАОЗЕРЬЕ — село господина Акинина, по просёлочной дороге, число дворов — 20, число душ — 88 м. п. (1856 год)

Согласно X-ой ревизии 1857 года село состояло из пяти частей:

1-я часть: число жителей — 15 м. п., 19 ж. п.
  
2-я часть: число жителей — 14 м. п., 12 ж. п.
 
3-я часть: число жителей — 40 м. п., 38 ж. п. (из них дворовых людей — 3 м. п., 2 ж. п.)
 
4-я часть: число жителей — 16 м. п., 13 ж. п.
 
5-я часть: число жителей — 4 м. п., 4 ж. п.

ЗАОЗЕРЬЕ — село владельческое при озере Заозерском, число дворов — 28, число жителей: 90 м. п., 85 ж. п.; Церковь православная. (1862 год)

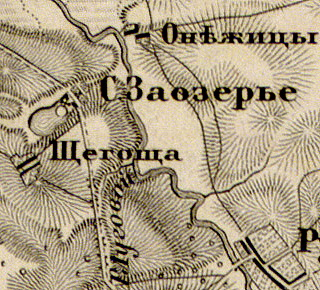
Село Заозерье на карте 1863 года

В 1869 году временнообязанные крестьяне деревни выкупили свои земельные наделы у Г. Я. Ломакина и стали собственниками земли.
В 1870 году временнообязанные крестьяне выкупили свои земельные наделы у А. А. Пологиева, А. Р. Энгельгарт, Е. Ф. Муравьёвой, Е. В. Ананьиной и А. П. Зиновьева.
Согласно подворной описи Заозерского общества Кологородской волости 1882 года, село состояло из пяти частей:
 
1) бывшее имение Ананьиной, домов — 7, душевых наделов — 16, семей — 13, число жителей — 22 м. п., 23 ж. п.; разряд крестьян — собственники.
  
2) бывшее имение Половцева, домов — 9, душевых наделов —15, семей — 11, число жителей — 24 м. п., 17 ж. п.; разряд крестьян — собственники.
 
3) бывшее имение Муравьёвой, домов — 19, душевых наделов — 37, семей — 20, число жителей — 39 м. п., 40 ж. п.; разряд крестьян — собственники.

4) бывшее имение Зиновьева, домов — 10, душевых наделов — 16, семей — 15, число жителей — 28 м. п., 26 ж. п.; разряд крестьян — собственники.

5) бывшее имение Энгельгарт, домов — 4, душевых наделов — 4, семей — 2, число жителей — 6 м. п., 7 ж. п.; разряд крестьян — собственники.
Сборник Центрального статистического комитета описывал его так:

ЗАОЗЕРЬЕ — село бывшее владельческое при озере Заозерском, дворов — 41, жителей — 192; церковь православная, лавка. (1885 год)

В XIX веке село административно относилось к Кологородской волости 2-го земского участка 1-го стана Лужского уезда Санкт-Петербургской губернии, начале XX века — 2-го стана.
По данным «Памятной книжки Санкт-Петербургской губернии» за 1905 год деревня Заозерье входила в состав Заозерского сельского общества.
С 1917 по 1924 год деревня находилась в составе Заозерского сельсовета Кологородской волости Лужского уезда.

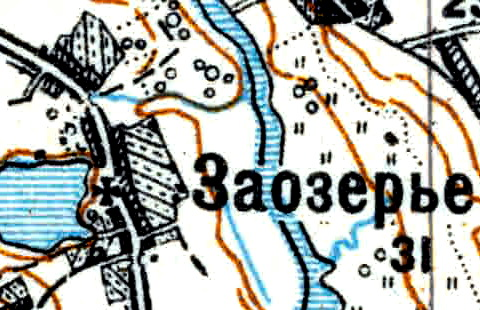
Деревня Заозерье на карте 1926 года

Согласно топографической карте 1926 года деревня насчитывала 31 двор, в центре деревни находилась церковь.
С февраля 1927 года, в составе Петровского сельсовета.
С ноября 1928 года, в составе Наволокского сельсовета. В 1928 году население деревни составляло 229 человек.
По данным 1933 года деревня Заозерье входила в состав Наволокского сельсовета Лужского района.
C 1 августа 1941 года по 31 января 1944 года деревня находилась в оккупации.
В 1958 году население деревни составляло 96 человек.
С октября 1959 года, в составе Морошковского сельсовета.
По данным 1966, 1973 и 1990 годов деревня Заозерье входила в состав Торошковского сельсовета.
По данным 1997 года в деревне Заозерье Торошковской волости проживали 80 человека, в 2002 году — 69 человек (русские — 91 %).
В 2007 году в деревне Заозерье Дзержинского СП проживали 56 человек.

## География
Деревня расположена в юго-восточной части района на автодороге 41К-142 (Луга — Медведь).
Расстояние до административного центра поселения — 15 км.
Расстояние до ближайшей железнодорожной станции Луга — 18 км.
Деревня находится на левом берегу реки Луга. В деревне находится озеро Заозерское.

## Демография
| 1838 | 1862 | 1885 | 1928 | 1958 | 1997 | 2007 |
| ---- | ---- | ---- | ---- | ---- | ---- | ---- |
| 128  | ↗175 | ↗192 | ↗229 | ↘96  | ↘80  | ↘56  |
| 2010 | 2017 |      |      |      |      |      |
| ↘47  | ↗55  |      |      |      |      |      |

## Достопримечательности
Церковь во имя Святого Николая Чудотворца, деревянная, постройки конца XVII века. По дороге из Луги в Великий Новгород, церковь посетил император Александр I. Перестроена в начале 1860-х годов, закрыта в 1956 году.

## Улицы
Главная, Озёрная, Полевой переулок.